# Jane Graverol
Jane Graverol (1905-1984) fue una pintora surrealista belga de ascendencia francesa.

## Trayectoria
Jane Graverol nació en Ixelles el 18 de diciembre de 1905, hija de Anne-Marie Lagadec y Alexandre Graverol. Tras una formación tradicional, se matriculó en la Academia Real de Bellas Artes de Bruselas en 1921, donde recibió clases de Jean Delville y Constant Montald. Comenzó a pintar entre 1920 y 1930; esto fue antes del surgimiento del surrealismo y por tanto antes de adoptar el estilo por el que se la conoce hoy. Sus obras de esa época llevan el sello del simbolismo. Comenzó a exponer su obra en 1927. Entre 1960 y 1970, cuando la popularidad del surrealismo disminuyó, pintó principalmente composiciones centradas en temas como la guerra y la violencia. Fue también en esta época cuando pintó sus obras de flora y fauna.
Durante los últimos veinte años de su vida, fue la compañera de Gastón Ferdière. Murió en Fontainebleau el 24 de abril de 1984.

## Obra
Graverol estuvo estrechamente vinculada al desarrollo del surrealismo en Bélgica. Fue considerando sus lienzos de forma progresiva como "sueños despiertos y conscientes". Sus encuentros después de la guerra con René Magritte, Louis Scutenaire, Paul Nougé y luego Marcel Mariën, con quien colaboró en la revista Les Lèvres nues, no hizo sino confirmar sus propias creencias. Su pintura La Goutte d'eau es un retrato colectivo de los surrealistas belgas. Planteó una versión original y onírica de la sensibilidad femenina en la pintura, servida por una técnica figurativa a la vez precisa y fría.

## Legado
En 2018, Graverol fue mencionada en un corto documental de Gloria Feman Orenstein realizado por Cheri Gaulke, Gloria's Call.
En 2025, su obra Las bonitas vacaciones (1964) formó parte de la exposición Otros surrealismos  en la Fundación Mapfre en Madrid.